# バリオス・アルトス事件
バリオス・アルトス事件（ばりおす・あるとすじけん、Masacre de Barrios Altos）は、1991年11月3日にペルーで起こった大量殺人事件。ペルー国軍の部隊が、センデロ・ルミノソと誤認し民間人15人を殺害した。

## 事件
1991年11月3日午後11時30分ごろ、ペルーのリマ市内のバリオス・アルトス（Barrios Altos）で、建物の1階で建物修理代金を集めるためのバーベキューパーティーをしている民間人に、6人の重武装した人間が銃を乱射した。8歳の男の子も含め15人の民間人が殺された。4人が重傷であった。殺人者は全員スキーマスクのようなもので顔を隠していた。乱射後、殺人者たちは、車両からサイレンを鳴らして撤退した。
司法捜査および新聞の報道により、ペルー国軍のコリーナ部隊（Grupo Colina）が、同じ建物の2階でセンデロ・ルミノソが会議を開いていたとの情報により、センデロ・ルミノソを襲撃する意図を持って行われた作戦行動の結果、全く関係のない民間人の1階でのバーベキューパーティーが襲撃されることになったことが明らかにされる。

## 背景
ペルーにおいて、武装勢力センデロ・ルミノソによるテロ活動が活発であった。テロ暴力におびえる支配地域住民の支持もあった。「一時、ペルー国土の3分の1を制圧したこともある」とされる 。ペルー国内では武装勢力に対抗するため、1982年より国軍が投入されてきた。
その一方で、武装勢力の協力が疑われる一般市民に対して、襲撃などの行為が目立ってきた。左翼の多い大学に対して、警察および軍関係者は、抑圧の姿勢で臨むことが一般的となった。また、テロを根絶するということを優先課題として、軍部の人権侵害に対して寛容になる方向で、当時のペルー政府首脳は動いていた。1985年から1990年にかけてのアラン・ガルシア政権時代も、1985年に起こった47人以上の民間人が殺害された「アコマルカ虐殺事件」（Masacre de Accomarca）での軍部関係者の処罰があったものの、1986年の「ルリガンチョ刑務所射殺事件」や「エメフロントン刑務所事件」、1988年5月の13人の民間人が殺害され数十人が「カヤラ殺害事件」があり、いずれも隠蔽される方向で動いたとされる。
1990年7月28日にペルー大統領に就任したアルベルト・フジモリ大統領は、ブラディミロ・モンテシノスら情報機関幹部と連密になり、ガルシア政権よりもより軍部の利益を重視することとなった。

## 責任追及

### ペルー議会による調査活動
事件後11月15日に、ペルー議会が調査委員会を設置する。12月になり、建物の調査および関係者4人の尋問を行う。1992年4月5日のフジモリ大統領による「自己クーデター」により議会が解散され、フジモリ政権での調査活動が中止された。1992年11月に選ばれた新しいペルー議会では、この問題の調査はなされなかった。

### 司法手続き
1995年4月、リマ地方検察庁が、国家情報局サラサル・モンローとコリーナ部隊のサンチアゴ・リバスほか4名を告訴する。同年4月19日、ペルー地方裁判所で正式の司法捜査が開始される。同年6月14日、ペルー議会で恩赦法が成立する。「1980年から1995年までの人権侵害に係わって捜査、告発、有罪判決、刑の執行の対象となっている軍人、警察官、民間人の法的責任を免除する」という内容である。その直後、ラ・カントゥタ事件（Masacre de La Cantuta）で拘束されていたコリーナ部隊の隊員が釈放される。同年7月、ペルー議会は、別の恩赦法を成立させ、恩赦は司法権が及ばないことなどの規定する。同年7月14日リマ高等裁判所は、バリオス・アルトス事件の司法審査の終結を確認する。

### 米州機構での動き
1995年6月30日、ペルー全国人権団体連合会（CHDDHH）が、バリオス・アルトス事件に関して、ペルー政府を相手取って米州人権条約第7章に基づく米州機構人権委員会に告発する。同年8月28日に、審理手続きが開始となる。2000年3月7日、米州機構人権委員会は、「ペルー政府に、バリオスアルトス事件について、恩赦法を無効とし、捜査の再開し、被害者・遺族への補償の実施を行うこと」を要求する報告書を発表する。同年6月8日に、米州人権委員会は（米州人権条約第8条に基づく）米州機構人権裁判所に告訴する。同年11月、フジモリ大統領は罷免される。ペルー政府のバリオス・アルトス事件に対する方針が変更される。2001年3月14日、ペルー政府側が、管轄権問題や事実関係を争わないことを確認し、「ペルー政府が、バリオス・アルトス事件を捜査し、責任者を罰し、被害者に補償をすること、人道に対する罪に関する時効不適用条約に批准すること」という内容の判決が、米州機構人権裁判所によって出される。同年8月には、ペルー政府が、遺族と重傷者に、合計330万ドルもの補償に同意する。

### 刑事裁判
2000年11月22日のフジモリ大統領罷免以降、コリーナ部隊関係者が逮捕拘留される。2001年5月21日、ネリー・カルデロン検事総長が、コリーナ部隊の最終的責任者のフジモリ前大統領もラ・カントゥタ事件およびバリオス・アルトス事件の共犯者とする意見を、ペルー議会で述べる。9月には、一連の殺人事件の責任者の一人として、日本に亡命していたアルベルト・フジモリが起訴される。2003年3月26日、殺人容疑も含めて、フジモリに対し、国際刑事警察機構が国際逮捕手配書を交付する。2005年11月7日、ペルー政府の要請で、チリ政府がアルベルト・フジモリを逮捕する。「フジモリは、コリーナ部隊の作戦を認識しつつ許可を与えており、また、その部隊員が本来負うべき責任から免れるのを恩赦法により手助けしていた」と検察が主張する。2007年4月7日、フジモリに懲役25年の有罪判決が下る。フジモリはバリオス・アルトス事件について、関与を一切否定している。2010年1月3日、ペルー最高裁判所によりフジモリへの有罪判決が確定する。